# Ciby2000
Ciby2000 (auch CiBy 2000 oder CIBY 2000; Abkürzung von cinéma de Bouygues) ist eine französische Filmproduktionsgesellschaft. Sie wurde 1990 durch den Unternehmer Francis Bouygues gegründet. Ciby2000 produziert vor allem Art-House- und Independentfilme. 1998 musste das Unternehmen aus finanziellen Gründen die Filmproduktion einstellen, 2004 konnte es sie wieder aufnehmen.
Die Produktionsfirma finanzierte einige Filme von David Lynch, darunter Twin Peaks – Fire Walk With Me (1992) und Lost Highway (1997). Das Piano (1993), Lügen und Geheimnisse (1996) sowie Der Geschmack der Kirsche (1997) haben auf dem Filmfestival von Cannes jeweils die Goldene Palme gewonnen.

## Filmproduktionen
- 1992: Twin Peaks – Fire Walk With Me
- 1993: Das Piano
- 1993: Little Buddha
- 1995: Mein blühendes Geheimnis
- 1996: Lügen und Geheimnisse
- 1996: Kansas City
- 1997: Der Geschmack der Kirsche
- 1997: Am Ende der Gewalt
- 1997: Lost Highway
- 1998: Schwarze Katze, weißer Kater
- 1999: The Straight Story – Eine wahre Geschichte
- 2004: Immortal – New York 2095: Die Rückkehr der Götter
- 2010: Nachtblende